# 褐纤孔菌属
褐纤孔菌属（学名：Phaeoporus）是刺革菌科下的一个属。现接受名为纤孔菌属（Inonotus P.Karst., 1879）。

## 下属物种
本属包括以下物种：
- 粉褐纤孔菌 Phaeoporus pruinosus